# Zarora
Zarora (en árabe: زعرورة‎, en lenguas bereberes: ⵣⵄⵔⵓⵔⴰ, en francés: Zaaroura) es un municipio marroquí en la región de Tánger-Tetuán-Alhucemas. Desde 1912 hasta 1956 perteneció a la zona norte del Protectorado español de Marruecos.